# Mörike-Realschule Heilbronn
Die Mörike-Realschule Heilbronn ist eine Realschule an der Max-von-Laue-Str. 7–9 im Heilbronner Stadtteil Sontheim. Schulträger ist die Stadt Heilbronn. Die Schule wurde 1876 als Stadtschule für Mädchen am Heilbronner Hafenmarkt gegründet und bald darauf zur Mädchenmittelschule erhoben. Nach der Zerstörung des Schulgebäudes 1944  war die zwischen 1933 und 1945 zur Volksschule herabgestufte Schule in verschiedenen Gebäuden untergebracht. 1951 wurde die neue Mädchenmittelschule und die Pestalozzischule gebaut, wobei die Mädchenschule seitdem den Namen Mörikeschule trägt. 1962 wurde die in einen Neubau eingerichtete Helene-Lange-Realschule von der Mädchenmittelschule bzw. Mörikeschule abgespalten. Die verbliebene Mädchenmittelschule ist seit ihrem Umzug 1979 an den heutigen Standort in Sontheim für Knaben und Mädchen zugänglich und heißt Mörike-Realschule.

## Schulgeschichte
| 1876      | Gründung der Mädchenmittelschule am Hafenmarkt (Hafenmarktschule bis 1944) Die ehemalige Stadtschule für Mädchen am Hafenmarkt (Sülmerstraße) wird in eine Mädchenmittelschule mit eigenem Lehrplan umgewandelt. Französisch ist verbindliche Fremdsprache, 7 Schuljahre sind Pflicht. Zunächst ist ein freiwilliges 8. Schuljahr möglich, das nach dem 1. Weltkrieg von allen Schülerinnen besucht werden muss. |
| 1922/1926 | Einführung des 9. bzw. 10. Schuljahres |
| 1929      | Errichtung von sogenannten Aufbauklassen für begabte Jungen und Mädchen; Einführung einer Abschlussprüfung (mittlere Reife) |
| 1936      | Herabstufung zur Volksschule Angleichung der württembergischen Mittelschule an die preußische Mittelschule, Englisch wird Pflichtfremdsprache; später unter den Nationalsozialisten allmähliche Umwandlung in eine Volksschule (Hauptschule) |
| 1945      | Provisorischer Unterricht und Ausweichen nach Böckingen Nach der Zerstörung der Schule durch englische Bomber am 4. Dezember 1944 wird bis zum Einmarsch der Amerikaner im März 1945 provisorischer Unterricht durchgeführt. Nach dem Einmarsch werden sämtliche Schulen geschlossen. Am 22.10. wird der Unterricht in der Böckinger Alleenschule wieder aufgenommen. Neben den 303 Mittelschülerinnen sind hier noch die Knabenmittelschule, eine Volksschule und ein Teil der Vereinigten Heilbronner Oberschulen untergebracht. Raum-, Lehrer- und Lehrmittelmangel schränken die Möglichkeiten aber stark ein. |
| 1949      | Einzug in die Dammschule Am 12.10. erfolgt der Einzug in die wieder aufgebaute Dammschule. Durch die Rückkehr vieler versprengter Heilbronner Familien und durch den Zustrom der Heimatvertriebenen wächst die Schülerzahl auf 488. |
| 1951      | Mädchen-Mittelschule in der Schillerstraße Am 30.6. wird die neu errichtete Mörike-Mädchenmittelschule in der Schillerstraße eingeweiht. 15 Klassen und 531 Schülerinnen werden neben der Hilfsschule in drei Gebäuden unterrichtet. Durch den starken Schülerandrang muss jedes Jahr eine weitere Klasse eingerichtet werden. |
| 1962      | Neubau der Helene-Lange-Schule in der Weststraße und Teilung der beiden Mädchenmittelschulen Die auf 25 Klassen mit 848 Schülerinnen angewachsene Schule wird geteilt. 13 Klassen ziehen in die neue Mittelschule West (Helene-Lange-Mädchenmittelschule) am Hammelwasen um, die restlichen 12 Klassen verbleiben in den alten Gebäuden. |
| 1965      | Umbenennung in Realschule Alle Mittelschulen werden in Realschulen umbenannt. |
| 1965      | Schulpavillon in der Siebennussstraße Wegen erneuter Raumnot Verlegung von 5 Klassen in den Schulpavillon in der Siebennussstraße. Die Lehrer unterrichten nunmehr in drei zum Teil 15 Minuten voneinander entfernt liegenden Gebäuden. Die Schülerzahlen steigen weiter. |
| 1979      | Umzug der Mädchen-Realschule von der Schillerstraße in das neu erbaute Schulzentrum Sontheim-Ost Seitdem gibt es in der Schule gemischte Klassen, die Zeit der reinen Mädchenschule ist vorbei. Nachdem in diesem Schuljahr in Klasse 5 mit dem koedukativen Unterricht begonnen wurde, sind im Schuljahr 1984/85 erstmals in allen Klassen Mädchen und Jungen vertreten. Mit im Gebäude ist ein Teil der Stauffenberg-Hauptschule. Rektor der Realschule ist Herr Riede. |
| 1984      | Neuer Schulleiter: Herr Beck Rektor Riede geht in Pension, Nachfolger wird Herr Beck |
| 1996      | Statt der Hauptschule befindet sich nun die Uhland-Grundschule mit im Gebäude |
| 2002/2003 | Neue Schulleiterin: Frau Kegel Rektor Beck geht 2002 in Pension, mit Frau Kegel übernimmt 2003 erstmals eine Frau die Schulleitung. |
| 2009      | Kommissarische Schulleitung Rektorin Schoch (geb. Kegel) wird Schulrätin im Schulamt Biberach a.d.R., Konrektor Dr. Dörfler übernimmt kommissarisch die Schulleitung. |
| 2010      | Neuer Schulleiter: Herr Dr. Dörfler Der bisherige Konrektor Dr. Dörfler wird offiziell zum Rektor bestellt. |
| 2010      | MRS ist EU-Comenius-Schule Die MRS nimmt erstmals am Comenius-Programm (seit 2015 Erasmus+) teil. |
| 2012      | Ganztagesangebot und 60-Minuten-Takt Die MRS bietet seit dem Schuljahr 2012/13 ein offenes Ganztagesangebot. Außerdem sind die Schulstunden seitdem 60 Minuten lang. |
| 2017      | Auszug der Uhlandschule Die Uhland-Grundschule verlässt zum Ende des Schuljahres 16/17 das gemeinsame Schulhaus, sodass die MRS nun alle Räume nutzen kann. |
| 2017      | BORIS-Siegel Die MRS erhält das BORIS-Siegel für ihr Engagement im Bereich Berufsorientierung. |

## Architektur und Gebäude

### Beschreibung

#### Außenarchitektur
Die Heilbronner Mädchenmittelschule war die erste Schule in Heilbronn, die völlig neu erbaut worden war. Der Platz zwischen Ortskrankenkasse, Turm-, Garten- und Schillerstraße ermöglichte es drei Baukörper zu errichten, die durch ihre Stellung zueinander mehrere Pausenräume schaffen. Die drei Gebäude der Mädchenmittelschule haben auch jeweils einen eigenen Zugang, einen von der Schillerstraße, den zweiten von der Geschwister-Schollstraße und den dritten von der Gartenstraße.
Die Pestalozzischule (12 029,00 m³) und die Mörikeschule (12 237,00 m³) haben drei Geschosse, während der dritte Baukörper, das Rektoratsgebäude (6 500,00 m³) nur zweigeschossig ist. Dieser zweigeschossige Bau verfügt über ein hohes Erdgeschoss, das Vortragssaal und Turnhalle zugleich ist und durch hohe Glastüren im Stil der 1950er Jahre vom Pausenhof an der Schillerstraße auffällt. Die ehemalige Mädchenschule an der Gartenstraße war im Erdgeschoss in der Pestalozzischule untergebracht und ist ganz im Heimatstil der 1950er Jahre gebaut. Ein dreigeschössiges Gebäude in Putz mit Walmdach.

#### Besonderheiten

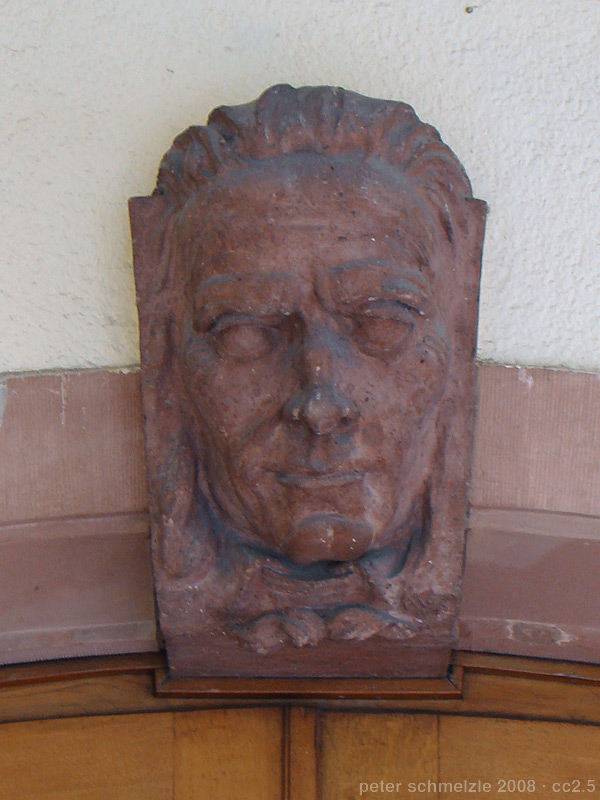
Pestalozzi-Büste
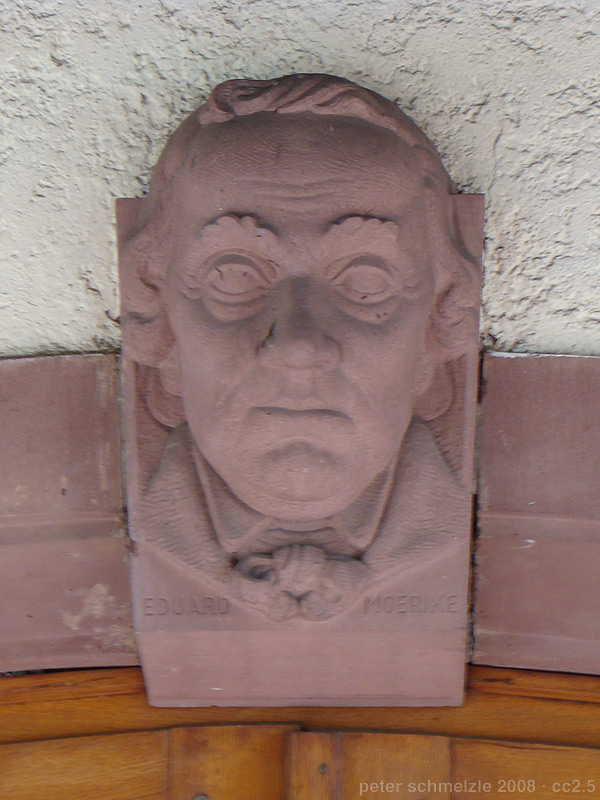
Mörike-Büste
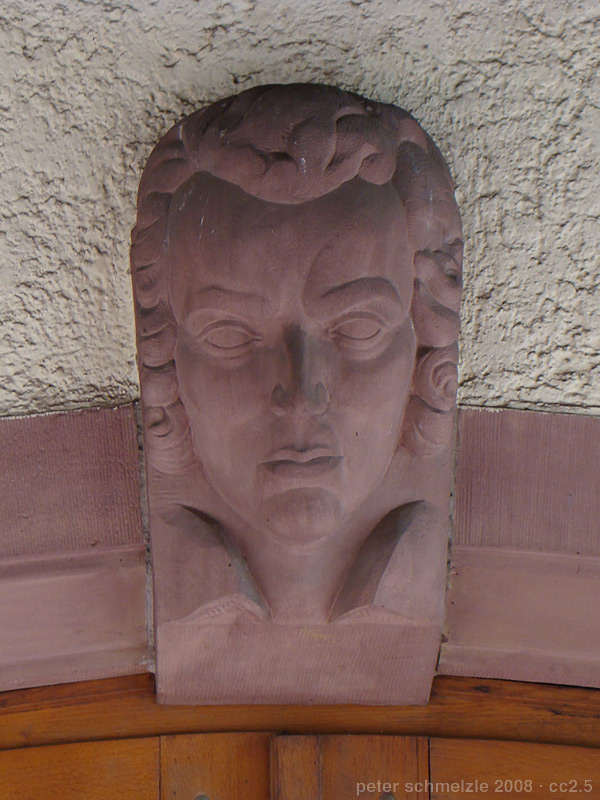
Schiller-Büste

Schlusssteine
Der Schlussstein Johann Heinrich Pestalozzi 
Der Schlussstein über dem Eingang zur Pestalozzischule stellt Pestalozzi dar.
Der Schlussstein Eduard Mörike 
Über den Eingängen diesseits und jenseits des gedeckten Verbindungswegs zwischen Rektoratsgebäude und Mädchenmittelschule befindet sich jeweils ein Schlussstein. Der Schlussstein über dem Eingang zum Vortragssaal stellt den Kopf von Eduard Mörike dar und ist aus rotem Buntsandstein, der 1952 vom Bildhauer Grässle aus Heilbronn geschaffen wurde.(nach anderer Quelle wurde die Büste von dem Bildhauer Otto Patz 1954 geschaffen, der aus der DDR geflüchtet war.)
Der Schlussstein Friedrich Schiller 
Über dem Haupteingang zur Mädchenmittelschule befindet sich ein anderer Schlussstein, der Friedrich Schiller darstellt und vom Weinsberger Bildhauer Volk geschaffen wurde.
Wandgemälde
In der Turnhalle bzw. Vortragssaal des Rektoratsgebäudes befinden sich große Wandgemälde zu beiden Seiten der Bühne von Walter Maisak. Die Wandgemälde stellen jeweils fünf überlebensgroße Personen dar, wobei eine Personengruppe die Feier und die andere Gruppe den Unterricht symbolisieren soll. Beide Gruppen versinnbildlichen die Funktion des Saals, einerseits als Festsaal, andererseits als Turnhalle.
Das Wandgemälde Feier 
Die Gruppe der Feier sind fünf Personen weiblichen Geschlechts. Die älteste Person ist eine Frau, die auf einem Schemel sitzt und Gitarre spielt. In gerader Linie über ihr sind zwei Frauen zu sehen, die jünger sind und aus weit geöffneten Textrollen singen. In diagonaler Linie nach rechts abgehend von der Gitarrenspielerin zwei sehr junge Mädchen die mit erhobenen Armen tanzen.
Das Wandgemälde Unterricht 
Die Gruppe des Unterrichts sind fünf Personen unterschiedlichen Geschlechts. Wiederum sitzt hier eine Frau im Vordergrund auf einem Schemel. Diese ist eine Spinnerin bzw. eine Norne. In gerader Linie über ihr sind zwei Personen zu sehen. Ein Mann, der auf ein weit geöffnetes, stark vertikal und langgestrecktes Buch zeigt. Ähnlichkeiten mit Moses, der auf die beiden Gesetzestafeln zeigt sind hier offensichtlich. Zwischen dem stehenden Mann oberhalb und der Frau unterhalb auf einem Schemel sitzend ist eine junge Frau zu sehen, die ein Metermaß über einen Winkel hält. In diagonaler Linie nach links abgehend von der Norne zwei sehr junge Mädchen die auf das Buch blicken. Unterricht heißt im hebr. auch Tora.

## Pädagogische Arbeit, Ausstattung und Angebote
| Projekte an der Mörike-Realschule sind: - Knoten und ihre Eigenschaften - Pyramidenbau im Sportunterricht - Faschingsparty 2006 - Faschings-Disko 2005 - Lesen bringt’s - Vorhänge - Basar - Abenteuer Technik - Streitschlichter - Sofies Welt - Solarhaus mit Solaranlage - Biotop - Wasserstoff | AGs seitens der Schule sind: - Volleyball-AG, - Blockflöten-AG, - Performance-AG, - Computer-AG, - Foto-AG, - Cheerleader-AG, - Biologie-AG, - Kooperation mit der Paul-Meyle-Schule-AG, - Kiosk-AG, - Schulband-AG - Internet AG. |